# 酈範
酈 範（れき はん、428年 - 489年）は、北魏の官僚・軍人。字は世則。小名は記祖。本貫は范陽郡涿県。

## 経歴
天水郡太守の酈嵩の子として生まれた。449年（太平真君10年）、給事東宮をつとめた。452年（興安元年）、永寧県男の爵位を受け、寧遠将軍の位を受けた。455年（興光2年）、爵位を子爵に進められた。
467年（皇興元年）、酈範は慕容白曜の南征に従い、左司馬となった。魏軍が無塩に到達すると、南朝宋の戍主の申纂が籠城して抗戦のかまえをみせた。魏軍の有識者は攻城具がそろわないことから、攻城戦に慎重論を唱えた。酈範はむしろ好機とみなして攻撃して落とすように勧めた。慕容白曜は酈範の意見を採用し、軍をいったん後退させて相手を油断させ、夜襲をかけて無塩を攻め落とした。慕容白曜は現地で人を徴用して軍を充実させようとしたが、酈範が先に信義や規範を示して民心を懐かせるよう主張したので、慕容白曜は良策と認めて徴用を取りやめた。魏軍が肥城に達すると、慕容白曜はこれを攻めようとした。酈範は攻撃して犠牲を出さずとも一片の飛書で告諭すれば屈服あるいは逃散するだろうと説いた。そこで慕容白曜が書面で伝えると、肥城は酈範の予見どおりに自滅した。慕容白曜は酈範の功績を軍衆に示し、「卿を得て、三斉を平定するのに足りないことがあろうか」といった。
北魏軍が升城に達すると、南朝宋の青州刺史の沈文秀が張元孫を派遣して北魏への帰順を申し出ると、援軍を求めてきた。慕容白曜は偏師を派遣しようとしたが、酈範が腹背に敵を受ける危険を訴えて諫めたため、取りやめられた。469年（皇興3年）、酈範は青州刺史に任じられた。471年（延興元年）、爵位を侯に進められ、冠軍将軍の位を加えられ、尚書右丞に転じた。
484年（太和8年）、酈範は平東将軍・青州刺史に任じられ、仮の范陽公となった。ときに酈範は私的に船を造り、玉を売りに出し、外敵と通交したと、鎮将の元伊利に弾劾された。有罪とされ、鞭刑に相当するとされたが、孝文帝により赦免された。488年（太和12年）、平城に帰還した。489年（太和13年）、病のために死去した。享年は62。諡は穆といった。

## 子女
- 酈道元
- 酈道峻
- 酈道博
- 酈道慎（487年 - 524年、字は善季、輔国将軍・驍騎将軍、正平郡太守、長楽国相）
- 酈道約（487年 - 549年、字は善礼、冠軍将軍・司徒諮議参軍、東萊魯郡二郡太守）

## 伝記資料
- 『魏書』巻42 列伝第30
- 『北史』巻27 列伝第15